# Ljusöga
Ljusöga (Buphthalmum salicifolium) är en art i familjen korgblommiga växter från centrala Europa till östra och sydöstra Frankrike, norra Italien och centrala forna Jugoslavien.

## Synonymer
Buphthalmum flexile Bertol.
Buphthalmum grandiflorum L.
Buphthalmum salicifolium subsp. flexile (Bertol.) Garbari
Buphthalmum salicifolium subsp. grandiflorum (L.) Arcang.
Buphthalmum salicifolium subsp. grandiflorum Bonnier & Layens  nom. illeg.
Buphthalmum succisifolium Brittinger